# 라이언 사이펙
라이언 사이펙(Ryan Sypek, 1982년 8월 6일 ~ )은 미국의 배우이다.

## 출연 작품
- 마이 슈퍼 사이코 스윗 16: 파트 3 (2012)
- 크리스마스 큐피드 (2010)
- 메이저 무비 스타 (2008)